# Luciana Littizzetto
Luciana Littizzetto (29. října 1964, Turín, Piedmont) je italská komediální filmová herečka, protagonistka kabaretních pořadů a spisovatelka, původním povoláním učitelka hry na klavír.

## Život
Vyrůstala v turínské čtvrti San Donato, kde měli její rodiče obchod s mlékem a sýry. V roce 1984 absolvovala konzervatoř v Turíně v oboru hry na klavír a začala vyučovat tento obor na střední škole na předměstí. Později obdržela bakalářský titul na turínské univerzitě (Università degli Studi di Torino) v oboru literatura. V letech 1988 – 1990 navštěvovala kurzy recitace při Uměleckém studiu ve městě Moncalieri.
Postupně začala uplatňovat komediální a herecký talent v místních divadlech v Turíně i okolí. Úspěšné vystoupení v show Maurizia Costanza přispělo k jejímu rozhodnutí vzdát se učitelské kariéry a soustředit se na své nadání bavit publikum. V roce 1993 vystupovala v TV show Celito Lindo v roli Sabriny.
Luciana Littizzetto je v Itálii velmi populární pro její zlehčující gagy, v nichž paroduje ministry vlády, politiky, církevní hodnostáře a další. Ve své filmové, televizní i divadelní kariéře vytvořila řadu charakteristických rolí, kterými baví italskou veřejnost; kromě toho vydala i řadu humorných literárních děl. Spolu s moderátorem Fabiem Faziem v televizní show Che tempo che fa obrací pozornost diváků ke kulturním, sociálním a politickým událostem a potvrzuje tak svoji společenskou roli moderní italské ženy. V roce 2013 a 2014 moderovala spolu s Fabiem Faziem 63. a 64. ročník Festivalu Sanremo. V létě roku 2014 bylo oznámeno, že bude zasedat v porotě soutěže „Italia's Got Talent“, vysílané v roce 2015.
Je autorkou několika nejvíce prodávaných knih v Itálii a sama sebe popisuje jako milovnici zvířat. Od roku 1997 je jejím partnerem hudebník Davide Graziano, spolu mají dvě děti v pěstounské péči.

## Dílo

### Filmografie (výběr)
- 1997 Tre uomini e una gamba (Tři muži a noha)
- 1999 E allora mambo!
- 2005 Manuale d'amore
- 2009 Tutta colpa di Giuda (Za všechno může Jidáš)
- 2010 Matrimoni e altri disastri (Svatba a jiné katastrofy)
- 2011 Femmine contro maschi
- 2012 È nata una star? (Nečekaná hvězda)
- 2013 Aspirante vedovo
- 2015 Io che amo solo te

### Tv filmy, seriály a pořady (výběr)
- 2003 Che tempo che fa (televizní pořad)
- 2008 Magická dobrodružství Pinocchia (TV film)
- 2009 Non pensarci, la serie (TV seriál)
- 2011 Fuoriclasse (TV seriál)